# Mohamed Abdel Rahman
Mohamed Fathallah Abdel Rahman (* 15. März 1915; † 12. Mai 1996) war ein ägyptischer Fechter.

## Biografie
Fathallah Abdel Rahman nahm an den Olympischen Spielen 1936, 1948 und 1952 teil. 1936 und 1952 trat er im Säbel- und 1948 im Degenfechten an. Bei allen Wettkämpfen kam er nicht über das Viertelfinale hinaus. Bei den Olympischen Spielen 1936 war er bei der Eröffnungsfeier Fahnenträger Ägyptens.